# Bellum, sacrum bellum!?
Bellum, sacrum bellum!? (lt. ‚Krieg, heiliger Krieg!?‘) ist das dritte Album der deutschen Martial-Industrial-Band Von Thronstahl, welches 2003 erschien. Das Album, das sowohl als auf 2003 Exemplare limitiertes Digipak, als auch als normale CD erschien, wurde zuerst im Eigenvertrieb und später dann von VAWS und Fasci-Nation vertrieben.

## Stil
Die Musik des Albums ist sehr abwechslungsreich, jedoch wird bei nicht allen Liedern Gesang verwendet. Manche bestehen nur aus musikalisch untermalten Sprachsamples, deren Anzahl unüberschaubar erscheint. Verglichen mit den früheren Alben der Band wirken die Lieder aggressiver und direkter, was sich auch schon bei dem Intro Praetorianer zeigt, welches stellenweise an Marschmusik orientiert. Klumbs musikalische Anfänge im Punk spiegeln sich in einer Joy-Division-Coverversion, dem minimalistischen Kampf um die Sonne, welches hauptsächlich mit tempo- und tonhöhenveränderten Samples aus dem Lied Sato Sato der Gruppe DAF (vom Album Alles ist gut) arbeitet, und der Übernahme einiger Textzeilen der Band OHL wider.
Die Joy-Division-Coverversion wurde allerdings der Titel They Walked in Line bzw. Walked in Line zu We Walked in Line und der Text entsprechend modifiziert, was Klumb auch negative Kritik einbrachte:

„Tut mir leid, aber wer "Walked in Line" von JOY DIVISION so verhunzt und daraus einen Soldatenschunkler macht, der ist entweder des Englischen nicht mächtig oder frech. Vor soviel Dreistigkeit kapituliere ich. Kann man wirklich so blöd sein? Um zu verdeutlichen, was ich meine: kennt jemand einen Schwarzen, der "Johnny join the Clan" nachspielen würde?“

Das Lied wurde für die Nachfolger-CD Sacrificare noch einmal gecovert und trägt diesmal den Titel Dressed in Black Uniforms.

## Inhalt
Inhaltlich dreht sich das Album um die politischen Kriege der USA, in Ius ad bellum et Ius in bello etwa ist zu Beginn des Liedes ein Auszug aus einer Nachrichtensendung zu hören, laut dem die angeblichen Massenvernichtungswaffen der zentrale Kriegsgrund für den Irakkrieg 2003 waren. Der Name des Titels bezieht sich auf die Aussage des Philosophen Reinhard Brandt, dass unter Bush das „Recht zum Krieg, das jus ad bellum“, wurde und mit „ein Recht im Krieg, das jus in bello ergaenzt“ wurde, was wiederum einen Rückgriff auf den preußischen Staatsrechtler Carl Schmitt darstellt.
Adoration to Europa [sic!] stellt ein Bekenntnis der Band zu Europa und der gemeinsamen abendländischen Kultur dar. Bei diesem Lied handelt es sich um eine neu eingespielte Version des Liedes Imperium externum, das bereits auf dem ersten Album der Gruppe, Imperium internum, zu finden war. Jedoch besitzt diese neue Fassung (englischen) Gesang, sowie eingespielte Sprachsamples. So beginnt das Lied mit dem Sprachausschnitt „Den Blick in die Zukunft gerichtet, meinem Volk voran. Wie ein König, wie der Kaiser! Über alle Widerstände hinweg. Vorwärts! Vorwärts! Vorwärts!“ Zudem bietet das Lied eine Passage aus dem Lied A Day in Europa von der schottischen Band The Skids („Hail to the Mighty, the Ritual begins; Hail to Apollo, the Cleanser of Sins; Hail to the Mighty, the Ritual begins; Hail to Europa, she always wins.“).
Schuld tötet beschäftigt sich mit der Vergangenheitsbewältigung („Ohne Relativierung ist Vergangenheitsbewältigung nicht möglich.“), die dort verwendete Textpassage „Nach dem Krieg wird unsere Heimat brennen, nach dem Krieg wird man uns Mörder nennen. Nach dem Krieg holen wir die Toten heim, nach dem Krieg werden wir Verlierer sein“ stammt aus dem Lied Nach dem Krieg der Punk-Band OHL.

## Aufmachung
Das Cover stellt eine Collage verschiedener historischer Persönlichkeiten sowie der Bandmitglieder dar. Dominiert wird dieses Bild von einem in der Mitte des Bildes stehenden Engel, der eine Posaune bläst und einen Lorbeerkranz in seiner Hand hält, wobei er von zwei Tigern flankiert wird. Im Booklet finden sich weitere politische Collagen, gepaart mit einigen Zitaten und Textauszügen, beispielsweise von Curzio Malaparte, Claudius Claudianus und Julius Evola.
Das in früheren Werken verwendete Sonnenrad mit dem Ritter findet sich nur in einer Collage auf einer Seite im Begleitheft mit einem Eisernen Kreuz verziert, besitzt aber keine zentrale Bedeutung mehr.

## Titelliste
1. Praetorianer
2. Bellum, sacrum bellum
3. Through Sun and Steel Transforming
4. Adoration to Europa (Imperium externum)
5. Warheads of Humanity
6. Kampf um die Sonne
7. We Walked in Line
8. Ius ad bellum et Ius in bello
9. The Flying Dutchman
10. Hornissensang & Feuersturm
11. Schuld toetet
12. Der große Betrug der Friedens
13. Mars macht mobil I